# エレクトリックおばあちゃん
「エレクトリックおばあちゃん」は、1970年9月25日に日本フォノグラム（現・ユニバーサルミュージックLLC）から発売されたザ・スパイダースの楽曲である。

## 解説
1970年の12月に解散が決定したザ・スパイダースの、グループとしての最後のシングル。この後にもう一枚、三本締めを用いたオリジナル曲、「オメデトウゴザイマス」をリリースする予定だったが未発表に終わった。
詞・曲ともアメリカのポップ・デュオ、ジャン&ディーンの1964年のヒット曲、「パサディナのおばあちゃん 」を下敷きに作られている。赤いダッジで通りを猛スピードで走る老婦人の歌で、同曲のパサディナに対し、こちらは青森県の弘前市から来たおばあちゃんという設定である。歌詞にはハイジャック、シージャックといった言葉が盛り込まれ、この年に日本で発生したよど号ハイジャック事件や瀬戸内シージャック事件を連想させる作品となっている。
ソロは堺正章が担当。ドラムスは5月に脱退した田邊昭知に代わって加入した前田富雄が担当。前田はスパイダースのボーヤ（ローディー）を務める傍ら、田辺の下でドラムを勉強していた。
- オリコンチャート67位を記録。
- オリジナルLPには未収録。

ザ・スパイダース解散後、1986年にはNTTのCMソングとして、メンバーだったかまやつひろしの歌唱による『Let's call おばあちゃん』という替え歌が使用された。

## 収録曲
1. エレクトリックおばあちゃん
  - 作詞:麻生ひろし／作曲:かまやつひろし／編曲:ザ・スパイダース　演奏時間:2分53秒
2. いつわりの恋
  - 作詞:岩谷時子／作曲:松崎由治／編曲:服部克久 演奏時間:3分27秒

## 舞台
青森県に本拠を置く劇団『渡辺源四郎商店』の第19回公演として2014年に本曲を題材とした舞台が上演された。青函連絡船八甲田丸就航50周年記念作品。

### スタッフ（舞台）
- 作・演出：畑澤聖悟
- 舞台監督：伊勢谷早紀
- 舞台監督補：三上晴佳、工藤良平
- プロデュース：佐藤誠
- ドラマターグ・演出助手：工藤千夏
- 舞台美術：山下昇平
- 制作：なべげんわーく合同会社
- 共催（青森公演）：NPO法人あおもりみなとクラブ

### 公演日程
| 開催地        | 会場                  | 公演年月日              | 備考                                                                       |
| ------------- | --------------------- | ----------------------- | -------------------------------------------------------------------------- |
| 青森県 青森市 | ねぶたの家 ワ・ラッセ | 2014年4月22日 - 4月24日 | 上演前に八甲田丸の機関長だった葛西鎌司氏 を迎えたトークショーを開催。      |
| 東京都        | 下北沢ザ・スズナリ    | 2014年5月3日 - 5月6日   | 5月2日と5月5日のみ『Noodles』 （作・演出：工藤千夏、出演：近藤強）も上演。 |